# Rhabdomastix (Lurdia) luridoides
Rhabdomastix (Lurdia) luridoides is een tweevleugelige uit de familie steltmuggen (Limoniidae). De soort komt voor in het Palearctisch gebied.